# 滝沢雄一
滝沢 雄一（たきざわ ゆういち、1980年6月17日 - ）は、フリーアナウンサー。ボイスワークス所属。元テレビ愛媛、元秋田テレビのアナウンサー。
東京都品川区出身。早稲田大学卒業。

## 略歴
大学卒業後、2004年に秋田テレビ(AKT)に入社。同期入社は現・岩手めんこいテレビの千田剛裕。主に番組のレポーターを担当し、様々なことにチャレンジしていた。
2007年3月末で秋田テレビを退社。以降は、東京を中心にフリーアナウンサーとしてスポーツ中継を中心に活動した。
2012年、テレビ愛媛にアナウンサーとして入社し、2016年7月1日付で東京支社に異動。2018年3月末に退職。

## 人物
- 高校時代は野球部に所属していた。
- 秋田テレビ時代には『やばせ本町どまん中』でダイエット企画に挑戦し、開始時（2006年7月）「身長173cm、体重91kg」から「体重80.2kg」まで落とし、成功させた。

## 担当番組

### 秋田テレビ時代
- クボタ民謡お国めぐり（2005年11月 - 2007年3月）
- スーパーSUNサンまる - 身直し体・やっぱ牛乳でしょ担当。
- やばせ本町どまん中（2006年4月 - 2007年3月） - 「AKT情報局中継」、「4時だよどまん中」など担当。
- NEWSあきた（不定期出演）

### フリーアナウンサー時代
- TwellV プロ野球中継（2008年、TwellV） - リポーター
- EURO2008（2008年、WOWOW） - 東京スタジオ進行
- 高校野球東東京・西東京大会中継（2009年、TOKYO MX）
- 春の高校バレー千葉県大会（2010年、千葉テレビ）
- 都市対抗野球中継（2010年、ラジオ石巻）

### テレビ愛媛時代
- EBCスーパーニュース（2012年 - 2015年）スポーツコーナー担当
- みんなのニュース えひめ（2015年 - 2016年）スポーツコーナー担当
- EBCニュース